# Heinrich Theodor von Wenck
Heinrich Theodor von Wenck (* 24. Oktober 1810 in Burg auf Fehmarn; † 21. November 1885 in Kopenhagen) war ein dänischer General.

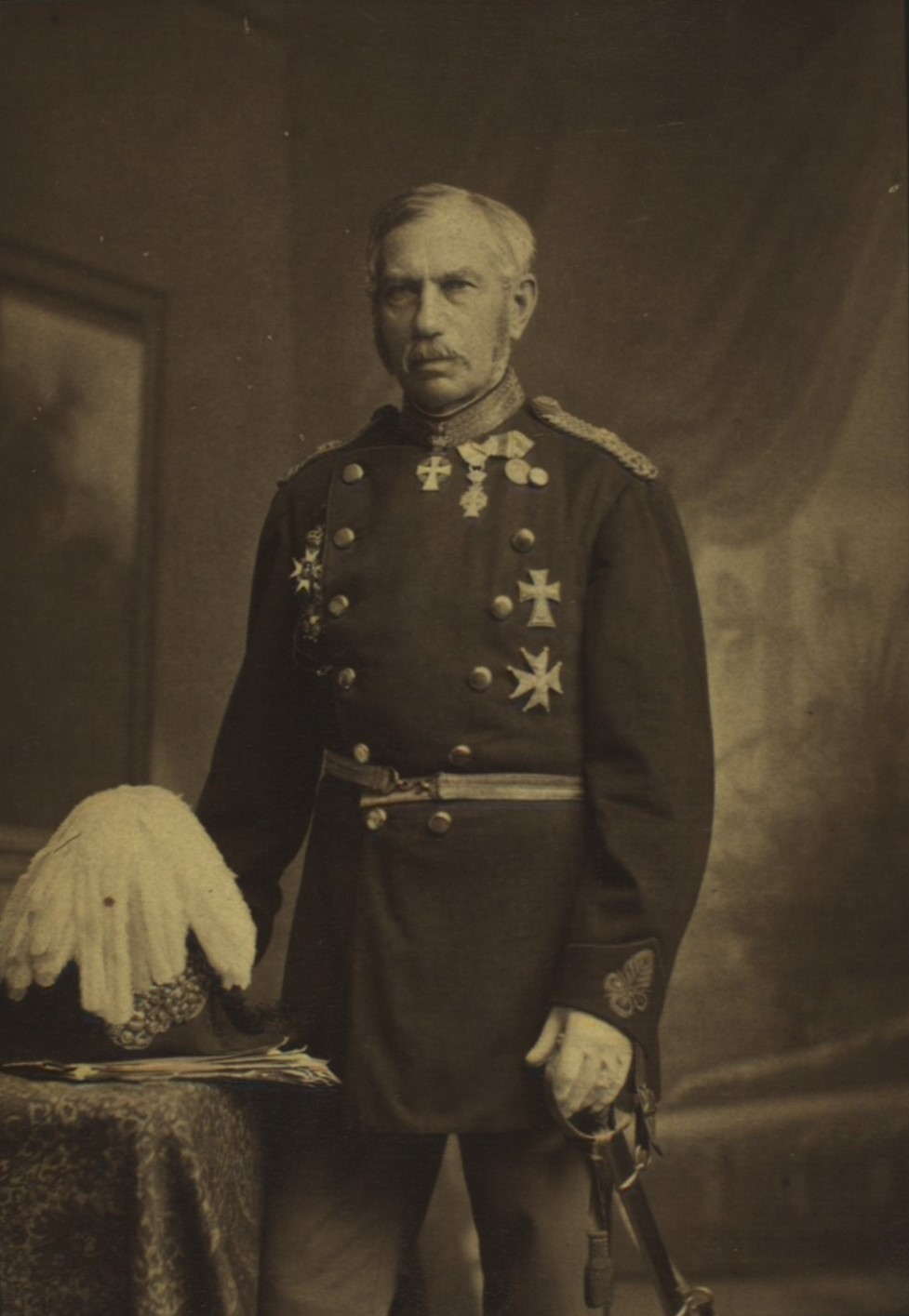
General H. Th. Wenck

Wenck war Träger des Dannebrogordens.
Er war ein Vorfahre von Walther Wenck.